# هارولد جودوينسون
هارولد جودوينسون (1022–14 أكتوبر 1066)، آخر ملك أنجلوسكسوني يحكم إنجلترا، وبموته انتهى الحكم الانجلوسكسوني في البلاد. قبل وفاة الملك إدوارد المعترف عام 1066م لم يكن للملك ابن يرث عرش إنجلترا، وكان هناك اثنان مرشحان لمنصب الملك، الأول :وليام النورماندي وهو قريب الملك، والثاني: هارولد قريب زوجته، فتوج هارولد ملكاً ليلة وفاة الملك إدوارد، ولكنه لم يستطع الحفاظ على ملكه فأخذه منه الملك وليام بعد قتله في معركة هاستينغز في نفس السنة 1066.

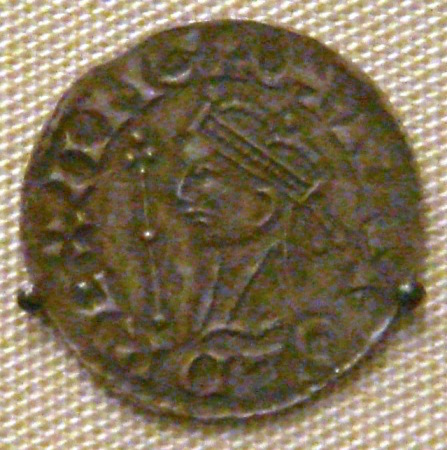
هارولد جودوينسون

## النسب
ابن غودوين إيرل وسكس وأمه غيثا وهي نبيلة دنماركية أما أخته فهي إديث زوجة الملك إدوارد المعترف (1042-66)، كان إيرل أنكليا الشرقية عام 1052 حتى وفاة والده في العام اللاحق وخلفه كإيرل وسكس وهو ثاني أهم منصب بعد الملك وعين ألفغار ليوفريكسون بدله في أنغليا الشرقية.

## النبيل القوي والملك
بزغ نجمه في حربه ضد غروفريذ أب لويلين حاكم غوينيذ الذي ملك ويلز كلها ثم توسع داخل إنكلترا فهزمه ثم قتل غروفريذ من قبل رجاله، وساعد وليام النورماندي ضد عدوه كونان الثاني دوق بريتاني. وفي عام 1065 ساعد المتمردين النورثمبريين على أخيه توستيغ واستبدله بموركار بسبب ضرائبه الفادحة مما حدا به للتحالف مع هارالد هاردرادا (ذو الحكم القوي)، فانتصروا على إيرلي مرسيا ونورثمبريا في مَعْرَكة فَولفَورد قبل أن يسحقهم هارولد الإنكليزي ويقتل هارولد النرويجي في معركة جسر ستامفورد يوم 25/9/1066.وبعد علمه أن ويليام الفاتح غزا البلاد ليطالب بالعرش قاد قواته المنهكة نحو 400 كم جنوبا عند هاستينغز ومات هناك.
تزوجت ابنته غيثا فلاديمير مونوماخ أمير روسيا ويقال أن الكنيسة الأرثودوكسية الروسية جعلته شهيدا مع أخويه وموركار، واثنين من أخويه قاموا بغزوات بمساعدة ملك أيرلندا وماتوا هناك، أما إدغار إثليغ فعينه مجلس الشورى ملكا بعده ولم يتجاوز الخامسة عشرة ولكنه لم يتوج قط وأصبح لقبه إدغار الثاني الخارج عن القانون.

## فترة الحكم
في نهاية عام 1065، دخل الملك إدوارد المعترف في غيبوبة دون أن يوضح من سيرث العرش من بعده. توفي في الخامس من يناير عام 1066، وذلك بحسب مخطوطة حياة الملك إدوارد، لكنه استعاد وعيه قبل مماته لفترة وجيزة كانت كافية ليضع زوجته ومملكته بحماية هارولد. لا تزال النية وراء تلك الخطوة غير واضحة، وكذلك نسيج بايو، الذي يصوّر إدوارد مشيرًا إلى رجل يُعتقد أنه يمثّل هارولد. بعد انعقاد المجلس الوطني في اليوم التالي، اختار المستشارون هارولد للخلافة، فتوّج في السادس من يناير، في دير وستمنستر على الأرجح؛ إلا أنه لا يوجد دليل من تلك الحقبة يؤكد الواقعة. على الرغم من إشارة مصادر نورماندية لاحقة إلى فُجائية هذا التتويج، إلا أن السبب قد يكون حضور جميع نبلاء المنطقة في وستمنستر للاحتفال بعيد الظهور الإلهي، لا بهدف استيلاء هارولد على العرش.
في بدايات العام 1066، ولدى سماعه بتتويج هارولد، بدأ الدوق ويليام الفاتح خططه لغزو إنجلترا، فبنى 700 سفينة حربية ونقلها إلى منطقة ديف-سور-مير على شاطئ النورماندي. لم يتمكن ويليام بداية من الحصول على الدعم من أجل الغزو، إلا أنه بعدما ادعى أن هارولد أقَسَم اليمين على الذخائر المقدسة لدعم أحقيّته بالجلوس على العرش بعد تحطّم سُفنه في بونتيو، تلقّى ويليام مباركة الكنيسة واحتشد النبلاء دعمًا لهدفه. تحسبًا للغزو، حشد هارولد جيوشه على جزيرة وايت، إلا أن أسطول الغزو بقي في الميناء قرابة سبعة أشهر، ربّما بسبب الرياح غير المواتية. في الثامن من سبتمبر، ومع نفاد المؤن، فضّ هارولد جيشه وعاد إلى لندن. في اليوم ذاته، انضم هارالد الثالث (هاردرادا) ملك النرويج الذي طالب أيضًا بعرش إنجلترا، إلى توستيغ وشارك في الغزو، راسيًا بأسطوله عند مصب نهر تاين.
هزمت قوات هاردرادا وتوستيغ الغازية كلًا من نبلاء إنكلترا إدوين من مرسيا وموركر من نورثومبريا في مَعْرَكة فَولفَورد قرب يورك في 20 ديسمبر عام 1066. قاد هارولد جيشه شمالًا في سيرٍ حثيثٍ من لندن، ليصل إلى يوركشاير في أربعة أيام، وينقضّ بغتةً على هاردرادا. في 25 سبتمبر، في معركة جسر ستامبفورد، هَزم هارولد كلًا من هاردرادا وستوستيغ، اللذين ماتا في المعارك.
بحسب سنوري سترلسون، حطّ رجلٌ وحيدٌ رحاله قبل المعركة وذهب لكلٍّ من هارالد وتوستيغ. لم يُعطِ اسمه، وخاطب توستيغ، عارضًا عليه إعادة أرليته (منصب سياسي) إذا انقلب ضد هاردرادا. سأل توستيغ ما الذي ينوي أخوه هارولد تقديمه مقابل هاردادا. أجاب الفارس: «سبعة أقدام من الأرض الإنجليزية، بما أنه أطول من رجالٍ آخرين». ثم عاد أدراجه إلى ساكسون. أبدى هاردرادا إعجابه بجرأة الفارس، وسأل توستيغ عن هويته، فأجابه توستيغ بأن الفارس كان هارولد غودويسنسون بذات نفسه. بحسب هنري هنتنغدون، قال هارولد: «ستة أقدام من الأرض، أو القدر الذي يريده، بما أنه أطول من معظم الرجال».

## موقعة هاستنجز
في 12 سبتمبر من العام 1066، أبحر أسطول ويليام من النورماندي. غرقت عدّة سفنٍ في العاصفة، التي أجبرت الأسطول على الاحتماء في بلدة سانت-فاليري-سور-السوم وانتظار الرياح لتغير مسارها. في 27 سبتمبر، انطلق الأسطول النورماندي باتجاه إنجلترا، ليصل في اليوم التالي إلى بيفينسي على ساحل شرق ساسكس. سار جيش هارولد مسافة 241 ميلًا (386 كيلومتر) لاعتراض ويليام الذي أنزل قرابة 7000 رجل في ساسكس، إنجلترا الجنوبية. حشد هارولد جيشه وبدأ بتجهيز الخنادق على عجل بالقرب من هاستينغز. اشتبك الجيشان في موقعة هاستنجز بالقرب من سينلاك هيل (قرب بلدة هرولد حاليًا) القريبة من هاستنجز في 14 أكتوبر، حيث قُتل هارولد بعد قتالٍ دام تسع ساعات وهُزم جيشه، كما قُتل كلٌّ من شقيقيه غيرت وليوفوين في المعركة، بحسب وثائق أنجلو-ساكسونية.